# Caribbean Blue
Caribbean Blue è una canzone della cantante e musicista irlandese Enya, pubblicata nel 1991 come singolo di lancio dell'album Shepherd Moons.

## Il singolo

### Tracce
Testi di Roma Ryan, musiche di Enya.
1. Caribbean Blue – 3:58
2. Orinoco Flow – 4:25
3. Angeles – 3:56

### Descrizione
Questa canzone è una delle più celebri della cantante ed è giunta al successo internazionale nonostante il tono più sottile e meno movimentato che la contraddistingue dalla hit Orinoco Flow, che ha portato alla ribalta il suo album precedente.
La sua melodia eterea, che richiama il mondo celeste evocato dal testo, ha fatto emergere uno stile della musica di Enya ed ha permeato l'album Shepherd Moons di un'atmosfera nuova e malinconica, portandolo a bissare i grandi risultati riportati tre anni prima da Watermark.
Le strofe della canzone sono introdotte e chiuse dall'invocazione agli dèi-venti.

### Video
Nel video musicale, caratterizzato dell'effetto pastello già presente in quello di Orinoco Flow, un bambino sfoglia un vecchio libro e si trova proiettato in luoghi celesti popolati da personaggi magici, in cui a fargli da guida è Enya, che, vestita di blu come il cielo notturno, lo accompagna attraverso questo viaggio, durante il quale incontrano delle ninfe e uno strano fotografo. L'ultima tappa del viaggio è una spiaggia, in cui Enya dona al bambino il libro apparso nelle prime scene e si allontana insieme alle ninfe.
Caratteristici di questo video sono i rimandi ai dipinti di Maxfield Parrish, a cui più volte si sono ispirati i lavori della cantante, e alla mitologia classica. La realizzazione del video è ben presentata nel documentario The Making of Caribbean Blue, apparso nel 2009 nella versione deluxe della raccolta The Very Best of Enya.

## Classifiche

### Classifiche internazionali
| Classifica (1991/1992)         | Posizione massima |
| ------------------------------ | ----------------- |
| Canada Hot 100                 | 32                |
| Canada Adult Contemporary      | 10                |
| Germania                       | 50                |
| Irlanda                        | 8                 |
| Nuova Zelanda                  | 22                |
| Paesi Bassi                    | 37                |
| Regno Unito                    | 13                |
| Svezia                         | 28                |
| Svizzera                       | 32                |
| Stati Uniti Hot 100            | 79                |
| Stati Uniti Adult Contemporary | 29                |
| Stati Uniti Alternative Songs  | 3                 |

### Classifiche di Fine Anno
| Paese (Anno)                           | Posizione |
| -------------------------------------- | --------- |
| Billboard New Age Digital Songs (2010) | 9         |